# Rothschild-Felskänguru
Das Rothschild-Felskänguru (Petrogale rothschildi) ist eine Beuteltierart aus der Familie der Kängurus (Macropodidae). 

## Merkmale
Rothschild-Felskängurus zählen zu den größeren Vertretern der Felskängurus. Die Männchen erreichen durchschnittlich 6,1 Kilogramm, während die Weibchen 4,1 Kilogramm auf die Waage bringen. Das Fell dieser Tiere ist am Rücken graubraun gefärbt, der Bauch ist weißlich-grau. Der Nacken und die Schultern sind hellgrau gefärbt, manchmal verfärbt sich diese Region purpurfarben. Der hintere Teil des langen Schwanzes ist schwarz, im Gegensatz zu vielen anderen Felskängurus sind keine Streifen im Gesicht oder an den Flanken vorhanden. Wie bei den meisten Kängurus sind die Hinterbeine lang und kräftig und die Vorderbeine kürzer.

## Verbreitung und Lebensraum

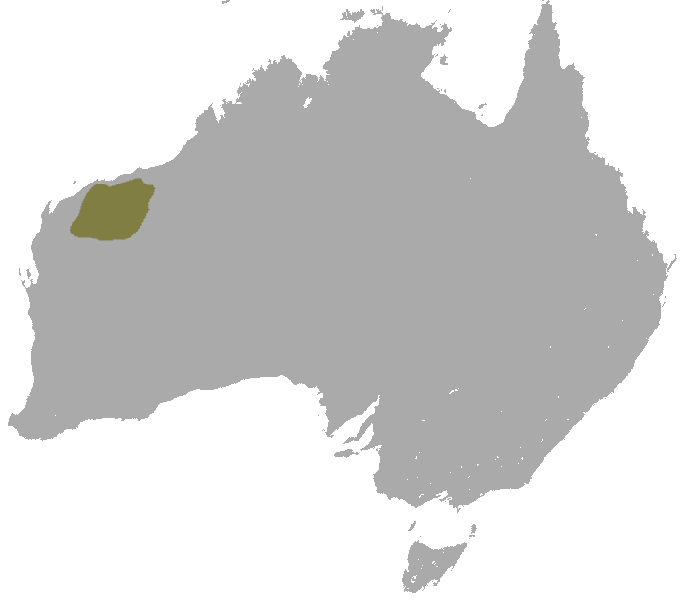
Verbreitungsgebiet des Rothschild-Felskängurus

Diese Kängurus leben in Australien, ihr Verbreitungsgebiet ist die Pilbara-Region im Norden von Western Australia einschließlich vorgelagerter Inseln des Dampier-Archipels. Ihr Lebensraum sind felsige, mit Stachelkopfgräsern oder Eukalypten bewachsene Gebiete.

## Lebensweise
Rothschild-Felskängurus sind nachtaktiv, den Tag verbringen sie in Höhlen oder Felsspalten. In der Nacht begeben sie sich auf Nahrungssuche, wobei sie vorwiegend Gräser und Kräuter fressen. Wie alle Kängurus haben sie einen mehrkammerigen Magen zur besseren Verwertung der schwer verdaulichen Pflanzennahrung. Sie leben in Gruppen, die meist aus einigen Tieren, manchmal aber auch aus bis zu 100 Individuen bestehen können. Das Sozialverhalten ist nicht genau erforscht, vermutlich sind dies wie bei anderen Kängurus eher lose Zusammenschlüsse ohne dauerhafte Strukturen.
Nach rund 30-tägiger Tragzeit bringt das Weibchen ein einzelnes Jungtier zur Welt. Dieses verbringt seine ersten sechs bis sieben Lebensmonate im Beutel der Mutter und wird mit knapp einem Jahr entwöhnt.

## Gefährdung
Hauptbedrohung für das Rothschild-Felskänguru ist die Nachstellung durch eingeschleppte Füchse, in Teilen seines Verbreitungsgebietes ist es dadurch selten geworden. Die Füchse halten sich aber nicht in den höher gelegenen Gebieten auf, in denen diese Kängurus leben, auch wurden auf manchen Inseln die Fuchsbestände drastisch eingeschränkt, um das Überleben dieser Art und anderer einheimischer Tiere zu sichern. Die Art kommt etwa im Karijini-Nationalpark vor. Laut IUCN ist sie nicht gefährdet.